# Ptinella pustulata
Ptinella pustulata es una especie de escarabajo del género Ptinella, tribu Ptinellini, familia Ptiliidae. Fue descrita científicamente por Johnson en 1982.

## Descripción
Mide 0,82-0,86 milímetros de longitud.

## Distribución
Se distribuye por Nueva Zelanda.